# Kościół św. Kazimierza Królewicza w Kruszynie
Kościół świętego Kazimierza Królewicza w Kruszynie – rzymskokatolicki kościół parafialny należący do parafii pod tym samym wezwaniem (dekanat Białe Błota diecezji bydgoskiej).
Świątynia została wzniesiona dla kolonistów niemieckich. Kościół został wybudowany w latach 1908–1909 w stylu neogotyckim. Architektura świątyni jest typowa dla zborów protestanckich na tym terenie. Nietypowo umieszczona jest wieża kościelna – we wschodniej części nad prezbiterium. W 1945 roku świątynia została przejęta przez parafię katolicką w Dąbrówce Nowej. Kruszyński kościół zachował się. Tylko południowa ściana wieży została miejscowo uszkodzona w czasie obstrzału.
Decyzją księdza arcybiskupa Henryka Muszyńskiego, w dniu 29 czerwca 2000 roku, została erygowana parafia w Kruszynie i wydzielona z terytorium parafii w Dąbrówce Nowej. Kruszyński kościół, który był do tej pory świątynią filialną parafii Dąbrówka Nowa, został mianowany kościołem parafialnym dla Kruszyna, Zielonczyna, Strzelewa, Janina, Kamieńca, Kruszyńca i części Pawłówka (do obwodnicy bydgoskiej). 
Od 2000 roku jest sukcesywnie przywracane piękno tej świątyni i jej otoczenia. Została wykonana gruntowna renowacja wieży kościelnej i dużej części jego ścian. Zostały odrestaurowane witraże, naprawiony i uruchomiony został zabytkowy zegar z 1909 roku, a także dzwon, który otrzymał nowe zawieszenie i napęd elektromagnetyczny. W 2005 roku świątynia została pokryta nową ceramiczna dachówką. Od 2010 roku trwa remont wnętrza kościoła. Została przywrócona pierwotna kolorystyka świątyni, a nowy wystrój wnętrza podkreśla neogotycką architekturę tej budowli.